# Fitochimica
La fitochimica è una disciplina scientifica che ha come oggetto l'isolamento, lo studio, l'analisi, la purificazione e la caratterizzazione della struttura chimica e dell'attività biologica dei principi attivi delle piante. Il termine fitochimico (o fitocomposto) viene utilizzato per indicare i numerosi metaboliti secondari presenti nelle piante. La maggior parte di questi composti ha la funzione di prevenire attacchi di insetti o patologie vegetali, alcuni hanno un'attività biologica anche sull'uomo.
La fitochimica è ampiamente utilizzata per la produzione di rimedi della medicina tradizionale cinese, medicina ayurvedica e in fitoterapia e può essere considerata come una sotto branca della Botanica o della Chimica.
Le tecniche più comunemente utilizzate in fitochimica sono l'estrazione, l'isolamento e la caratterizzazione strutturale (MS e NMR) dei prodotti vegetali, così come diverse tecniche cromatografiche (MPLC, HPLC, LC-MS).

Le figure professionali addette al controllo fitochimico sono, L`Erbochimico, L`Erborista e il Chimico.

## Composizione elementare
Gli elementi essenziali di cui sono costituite le piante (carbonio, ossigeno, idrogeno, calcio, fosforo, etc.) non sono diversi da quelli di cui sono costituiti animali, funghi o batteri. La composizione elementare delle piante è la stessa come per tutte le forme di vita, diverso è il modo in cui questi elementi si combinano.
La seguente tabella elenca gli elementi nutritivi essenziali per le piante e il loro utilizzo generale.
| Elemento | Forma di assorbimento | Note                                                         |
| Azoto    | NO3– NH4+             | Acidi nucleici, proteine, ormoni, etc.                       |
| Ossigeno | O2 H2O                | Vari composti organici                                       |
| Carbonio | CO2                   | Vari composti organici                                       |
| Idrogeno | H2O                   | Vari composti organici                                       |
| Potassio | K+                    | Cofattore nella sintesi di proteine, equilibrio idrico, etc. |
| Calcio   | Ca2+                  | Sintesi e stabilizzazione delle membrane                     |
| Magnesio | Mg2+                  | Elemento essenziale della clorofilla                         |
| Fosforo  | H2PO4–                | Acidi Nucleici, Fosfolipidi, ATP                             |
| Zolfo    | SO42–                 | Costituente di proteine e coenzimi                           |

| Elemento  | Forma di assorbimento | Note                                                         |
| Cloro     | Cl-                   | Favorisce la crescita delle radici                           |
| Boro      | H BO3                 | Ha effetti sulla riproduzione                                |
| Manganese | Mn2+                  | Coinvolto nell'attività di alcuni enzimi                     |
| Zinco     | Zn2+                  | Coinvolto nella sintesi di enzimi e clorofilla               |
| Rame      | Cu+                   | Presente negli enzimi per la sintesi della lignina           |
| Molibdeno | MoO42-                | Coinvolto nella fissazione dell'Azoto, riduzione dei nitrati |
| Nichel    | Ni2+                  | Cofattore enzimatico per il metabolismo dei composti azotati |

## Storia della fitochimica

### Le origini
Il contenuto di questi testi fa spesso riferimento alla magia e ritiene causa di molti mali l'influsso dei demoni e altre superstizioni. Tuttavia, essi confermano anche l'esistenza di una vasta cultura medico scientifica caratterizzata dall'osservazione e dalla pratica empirica.

#### L'oriente, l'antico Egitto, i greci e i romani
- 2800 a.C. - Il Classico sulle Radici di Erbe del Contadino Divino (神農本草經T, 神农本草经S, Shénnóng běncǎo jīngP), opera attribuita a Shen Nung elenca varie erbe medicinali (ad esempio il fungo Língzhī) assegnando un voto di efficacia.
- 1600 a.C. - Il Papiro Edwin Smith  cita l'uso di decotti di salice, usati come disinfettanti.[4]
- 1550 a.C. - Il Papiro Ebers riporta circa 700 formule magiche e rimedi di vario genere.
- 440 a.C. - Erodoto nelle sue Storie descrive l'estrazione dell'olio di ricino.
- 300 a.C. - Teofrasto in Storia delle piante (Περὶ Φυτῶν Ιστορίας) classifica oltre cinquecento piante, dividendole in alberi, frutici, suffrutici, erbe; nel libro IX classifica, per la prima volta nell'antichità, droghe e medicinali e il loro valore terapeutico.
- 200 a.C. - Il Sushruta Samhita (सुश्रुतसंहिता) è un testo Sanscrito alla base della medicina Ayurvedica (medicina tradizionale indiana), contiene il riferimento a 700 piante medicinali.[5]
- 100 a.C. - Dioscoride nel De materia medica descrive oltre 600 tipi di piante.
- 160 d.C. - Galeno nel Trattato sui semplici parla di piante aventi funzione curativa e adopera numerose erbe medicinali o loro estratti come farmaci. Il Galenos era una soluzione di alcol ed oppio con effetti analgesici utilizzata per quasi tutti i mali dell'epoca che rese dipendente l'Imperatore Marco Aurelio. Ancora oggi i preparati non industriali allestiti in farmacia prendono il nome di farmaci galenici.

#### Medioevo
- 1000 d.C. - I testi di Avicenna e altri filosofi arabi circolano grazie alla scuola medica salernitana permettono di migliorare le tecniche di preparazione ed estrazione delle sostanze vegetali, introducendo in Europa la tecnica della distillazione.
- 1240 d.C. - Federico II con l'editto di Melfi separa la figura del medico da quella dello speziale preparatore.

#### Rinascimento
- 1530 d.C. - Paracelso dimostra che le sostanze vegetali agiscono attraverso una quinta essenza o principio attivo. Introduce nuove tecniche di estrazione e la distillazione, già usata dagli arabi.[6]
- 1568 d.C. - Ulisse Aldrovandi crea a Bologna l'orto pubblico e uno dei primi musei di storia naturale contenente oltre settemila piante essiccate in quindici volumi.

### Settecento e Ottocento: La fitochimica moderna
- 1752 d.C. - Linneo in Species Plantarum descrive e classifica tutte le piante conosciute fino ad allora. La sua nomenclatura è tuttora utilizzata.
- 1789 d.C. - Antoine Lavoisier con la legge di conservazione della massa fonda la chimica moderna, compie l'analisi sulla composizione di grassi, oli e zuccheri, scoprendo la costante presenza di idrogeno, ossigeno e carbonio.
- 1804 d.C. - Friedrich Sertürner farmacista a Paderborn, in Germania isola la morfina dall'oppio e scopre così una nuova classe di farmaci: gli alcaloidi.
- 1817 d.C. - Pierre Joseph Pelletier e Joseph Bienaimé Caventou estraggono e isolano il chinino dalla corteccia della china.
- 1820-1885 d.C. - Con metodi simili a quelli usati dal Sertürner si estraggono e si isolano codeina, caffeina, stricnina, nicotina, atropina, cocaina, digitossina, efedrina.
- 1886 d.C. - Albert Ladenburg sintetizza la coniina alcaloide naturale contenuto nella cicuta.

## Controllo qualità
La TLC, Chromarography L'HPLC sono comunemente utilizzate per lo sviluppo di metodi analiti rapidi e riproducibili anche associate al rivelatore a serie di diodi (DAD), al rivelatore a indice di rifrazione (RID), al rivelatore a ligh scattering evaporativo (ELSD) o al rivelatore a spettrometro di massa (MSD), La Cromatografia Liquida ad` Alte Prestazioni (HPTLC), La Cromatografia si Colonna, La Cromatografia Liquida a Scansione (P-TLC Scan), inventata dall'Erbochimico Italiano Paolo Pelini. Questi metodi analitici si utilizzano per il controllo qualità per l'analisi di composti organici naturali come saponine, alcaloidi, oli essenziali, flavonoidi e antrachinoni.

## Classi di composti
- Alcaloidi
- Antrachinoni
- Fitosteroli
- Oli essenziali
- Polifenoli
- Saponine
- Terpeni